# Miquel Barceló Artigues
|  | «Miquel Barceló» redirigeix aquí. Vegeu-ne altres significats a «Miquel Barceló (desambiguació)». |

Miquel Barceló Artigues (Felanitx, 8 de gener de 1957), és un pintor mallorquí de renom internacional.

## Biografia

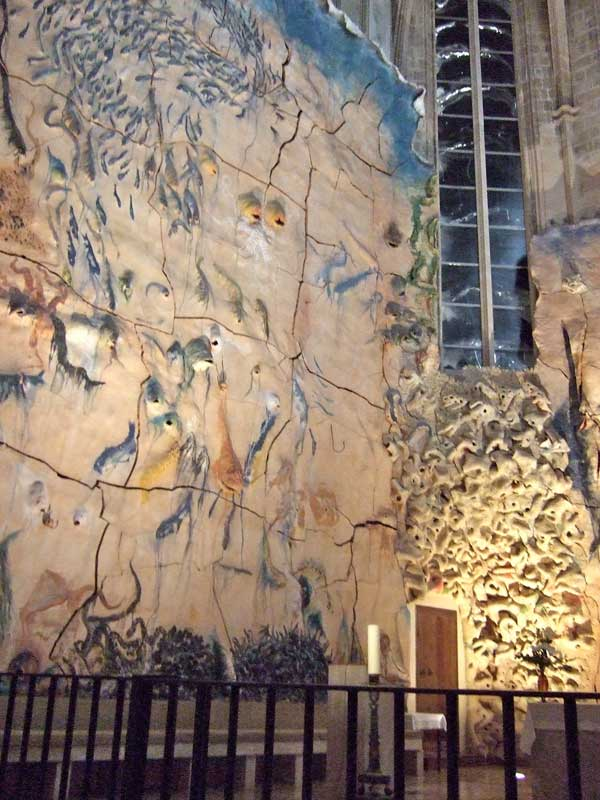
Mural ceràmic a la capella de Sant Pere de la Catedral de Palma, a Mallorca.

Fill de Francisca Artigues i Miquel Barceló Gelabert, des de petit va estar en contacte amb la pintura, ja que vivia entre els pinzells i els colors de sa mare, que era pintora en la tradició paisatgística mallorquina.
Un viatge a París el 1970 li permet descobrir l'art brut, un estil que deixarà una forta influència en les primeres obres que presenta en públic. A Palma, va formar part de l'anomenat Taller Llunàtic i del col·lectiu aplegat entorn de la revista Neon de Suro. Format a Palma (1972-73) i a Barcelona (1974), adquirí notorietat internacional arran de la Biennal de São Paulo (1981) i, sobretot, de la Documenta 7 de Kassel (1982), en la qual exposà obres primerenques en què es reflectia l'influx del neoexpressionisme alemany i la transavantguarda italiana.
El 1996 fou objecte d'una doble exposició retrospectiva celebrada als museus parisencs del Jeu de Paume i el Centre Pompidou.
Entre els seus darrers projectes destaquen l'elaboració d'un mural ceràmic en una capella de la Catedral de Palma (març del 2007) i la cúpula de la Sala dels Drets Humans de l'ONU al Palau de les Nacions de Ginebra (juny del 2008).
El 2016 feu una actuació a la Biblioteca Nacional de França (BNF) de París en homenatge a Ramon Llull amb motiu de la celebració del setè centenari. Es tracta d'un monumental fresc de 190 metres de llarg per 6 metres d'alçada dibuixat amb fang a la façana de vidre de la biblioteca. L'objectiu de l'obra fou la interpretació plàstica de l'Ars Magna. L'obra tingué dos títols: un en català, Vidre de meravelles, inspirat en el Llibre de Meravelles que Llull va escriure en el seu primer viatge a París entre el 1287 i el 1289 i, el segon, en francès, Le Grand Verre de terre, en al·lusió a l'obra de Duchamp Le Grand Verre.
| «                 | La meva vida s'assembla a la superfície dels meus quadres | » |
| — Miquel Barceló, |                                                           |   |

## Obra
La seva pintura, sempre dins el marc del figurativisme, incorpora nombrosos referents culturals. Entre els més destacables en una primera etapa, el rerefons mediterrani, i arran d'una prolongada estada a Mali el 1988, el paisatge i la forma de vida africans. Els records de la seva peripècia vital africana queden reflectits al llibre Quaderns d'Àfrica (Barcelona, Galàxia Gutenberg / Cercle de Lectors, 2004); el 2012 va publicar també Quaderns de l'Himàlaia.
Més recentment, ha introduït en la seva obra reflexions complexes i intel·lectualitzades sobre l'entorn privat de l'artista) el seu taller, la seva biblioteca, etc. Barceló té una forta relació amb les coses que l'envolten, de les quals pren idees per crear el seu art.
Un altre àmbit destacat de la seva activitat artística és la il·lustració de llibres, capítol en el qual destaca La Divina Comèdia del Dant i obres de Paul Bowles, Damià Huguet, Andreu Morell i Enrique Juncosa, entre d'altres.

### Paso doble
L'artista, que resideix llargues temporades a l'Àfrica, ha après a adaptar-se a les condicions d'un entorn salvatge. S'endinsa al taller africà per representar la performance Paso doble, representada al poble de Bogolí (Mali). La performance revolucionarà el llogaret i despertarà la curiositat dels seus habitants.
És a prop de l'art contemporani, però amb una forta dimensió teatral. Miquel Barceló i Josef Nadj sorgeixen d'una gran superfície bicolor de fang tendre per barallar-se amb ella, colpejar-la, donar-li forma i deformar-la, convertir-la després en una estranya representació d'un ésser viu per finalment acabar desapareixent a través d'ella.
La intervenció es va iniciar amb els artistes situats darrere de la pantalla de fang i van començar a transformar la superfície d'argila per mitjà de pressions amb els punys, el que li va conferir el particular aspecte de fons marí. En un continu crescendo, recolzat emfàticament pel tècnic de so, que dotava l'actuació d'un component sonor inquietant, Barceló i Nadj van fer servir diferents instruments amb forma d'enormes escuradents de modelar per jugar amb les diferents textures que produeix l'argila. Cops, puntades, paletades, extraccions, xipollejos i gestualitats, a més de l'afegit d'inquietud en els assistents de les primeres files, en veure volar en totes direccions trossos de fang projectats per l'extraordinària violència amb la qual els artistes colpejaven la superfície. Després modificaven totalment la paret i el terra de fang, en una mena de lluita contra la matèria que s'evidenciava en l'esforç dels dos artistes -sempre d'una forma elegantment pausada-. Barceló armat d'una pistola de pressió va ruixar tota la paret amb caolí, el que va deixar un uniforme to blanc, adquirint així el conjunt d'un nou aspecte, que va servir de preludi a la segona part de l'actuació.
Si aquesta primera part la vam poder interpretar com a metàfora de l'esforç associat a l'obra de creació, al sorgiment de l'objecte físic més enllà del seu vessant conceptual, la segona va incidir molt més en la mutabilitat de les coses, en la transformació de les aparences i fins i tot en el canvi de les personalitats. Barceló i Nadj van fer ús de diferents atuells de fang fresc perfectament tornejats com gerres i càntirs per convertir-se en éssers fantàstics. Monstres i animals es van succeir així en una galeria de personatges onírics, creats a partir del vas en què els artistes introduïen els seus caps o els seus braços. Un moment d'especial tensió narrativa va ser quan Nadj va començar a ser cobert per Barceló amb un vas per capes superposades i modificades successivament, el que va obligar el coreògraf a caure contra la paret rendit pel pes del fang. Novament Barceló es va servir de la pistola de caolí per unificar la superfície, integrant a Nadj a la paret, ja convertit en un enorme pasterada de fang, i per projectar l'argila cap amunt a manera de gran sortidor. Tornats a enfrontar-se amb la paret, Barceló i Nadj van començar a furgar en el fang ja introduir-s'hi, i al final engolits per la mateixa obra, en una mena de metàfora de l'èxit que cau sobre el creador materialitzat, aquí pel fang com a matèria primera de la qual parteixen totes les idees. El fang, material primigeni al qual multitud de cultures relacionen amb el precís instant de la creació de l'home com a ésser viu, va ser convertit en el germen de la creació artística. Una actuació que, d'acord amb les opinions recollides després de la performance, va provocar en els assistents reaccions de tota mena.
Miquel Barceló és considerat des de jove com un dels millors artistes europeus del nostre temps. Abasta amb mestria diferents disciplines, com la pintura, l'escultura i la ceràmica.
Barceló i Nadj interactuen creant una obra a partir d'un gran mural fet d'argila vermella que s'acaba destruint amb eines de fusta i ferro. L'obra és una performance en què Barceló compte amb 50 minuts per acabar un Quadre-escultura de fang sobre l'escenari. Paso doble es va crear per a l'Festival d'Avinyó el 2006, i es va representar Palma amb Motiu de la inauguració de l'obra que Barceló va realitzar a la capella del Santíssim de la seu.
Miquel Barceló sembla que no en té prou amb ser el pintor viu espanyol més cotitzat en el mercat internacional. Més que satisfet amb l'experiència, Barceló assegura que està encantat amb aquesta nova forma d'expressar-se, de manera modesta i al marge dels productes comercials a l'ús. La gràcia està en el fet que són un ovni absolut. Va ser un mes de treball d'una gran intensitat. Els passos dobles és una mena de conte africà. “És la meva casa, jo, la gent del meu voltant, el meu món, el que faig a l'Àfrica", explica. Paso doble i El quadern de fang van ser, en origen, un mateix projecte. Tanmateix, com gairebé tot el que té a veure amb Barceló, la previsió va quedar desbordada per la realitat. La riquesa de les obres que conflueixen donaven per elaborar dos projectes independents i així va ser.
La idea va sorgir del mateix Barceló, quan va decidir representar a Mali la performance Paso doble amb Joseph Nadj. Sentia que estava en deute amb els seus amics i veïns del lloc en el qual ha desenvolupat una part importantíssima de la seva obra durant els últims 20 anys. "Jugar amb el fang sobre els escenaris radicalitza la ceràmica, que és una branca i part de la meva pintura. És una acció sempre experimental que m'ha servit per llevar-me preciosisme. Una taula d'experiències i sempre vaig dir, el dia que m'avorreixi ho deixo de fer. I no ha passat encara".
Els "dogon" (la cultura predominant a la zona) són uns narradors extraordinaris. Per competir amb ells, Barceló els parlava d'aventures poblades per personatges com Jesucrist, Caravaggio o Billy el nen.
El projecte gira al voltant de la idea que l'única forma d'esborrar les pròpies petjades i fugir dels teus perseguidors és caminar cap enrere sobre les pròpies petjades.
El quadern de fang és una porta oberta al taller africà de Barceló i un homenatge als seus amics dogon des de dalt del penya-segat de Bandiagara. No és una ceràmica en el sentit convencional, sinó que tira de la ficció i al revés. És el que passa ara davant el descrèdit de la ficció i descrèdit de la realitat i és una mica les dues coses alhora.
Cadascuna de les accions és única i mentre que Josef Nadj repeteix els gestos de l'artista i els coreografia, aquest improvisa creant una obra diferent cada vegada.
"Tinc un espai darrere per poder colpejar l'argila. També intervinc amb terra, amb els colzes, els peus, les mans, treballem amb tot el cos", assenyala i recorda que l'acció va sorgir després que Josef Nadj li proposés fer alguna cosa en argila. "Primer vaig pensar que els ballarins ballarien sobre argila i jo quedar-me fora, però ell em va convèncer que participés i vam trobar la forma de fer-ho".

## Exposicions individuals internacionals

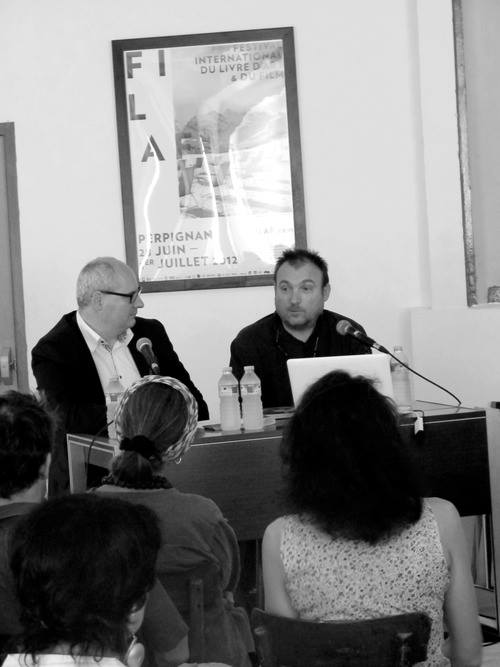
Miquel Barceló al Festival Internacional del Llibre d'Art i del Film (2012)

- Galeria Yvon Lambert a París, França. (1983)
- Galeria Bruno Bischofberger a Zúric, Suïssa.(1984)
- "Miquel Barceló. Peintures de 1983 à 1985", capc Musée d'art contemporain, Bordeus, França (1985).
- Institute of Contemporary Art de Boston, Estats Units (1986).
- Galeria Leo Castelli a Nova York, USA (1986).
- "Barceló, Barcelona. Pintures de 1985 a 1987" a l'Antic Teatre de la Casa de la Caritat, Barcelona, Espanya (1988).
- "Miquel Barceló. Peintures récentes" al Musée d'art contemporain de Montréal, Canada (1988).
- "Miquel Barceló", al Carré d'Art, Musée d'Art Contemporain de Nimes, França (1991).
- Whitechapel Art Gallery de Londres, Regne Unit (1994).
- "Miquel Barceló 1984-1994" a l'IVAM Centre del Carme a València, Espanya (1995).
- "Miquel Barceló: Impressions d'Afrique" al Musée national d'art moderne, Centre national d'art et de culture Georges Pompidou a Paris, França (1996).
- "Miquel Barceló" a la Galerie nationale du Jeu de Paume a Paris, França (1996).
- Castell de Chenonceau, França.(1997)
- "Miquel Barceló", al Centro Cultural Recoleta de Buenos Aires, Argentina (1997).
- "Miquel Barceló 1987-1997", al Museu d'Art Contemporani de Barcelona (MACBA), Espanya (1998).
- "Miquel Barceló. Il Cristo della Vucciria", Església de Santa Eulalia dei Catalani a Palerm, Itàlia (1998).
- "Miquel Barceló, Obra sobre papel, 1979-1999", al Museo Nacional Centro de Arte Reina Sofía a Madrid, Espanya (1999).
- Museu de Arte de São Paulo, Brasil (2000).
- "Miquel Barceló. Un peintre et la céramique", al Musée des Arts Décoratifs de París, França (2000).
- "Miquel Barceló en Silos", a l'Abadía de Santo Domingo de Silos, Espanya (2002).
- "Mapamundi", a la Fondation Maeght de Sant Pau de Vença, França (2002).
- "L'atelier di Miquel Barceló", a la Galleria Nazionale d'Arte Moderna de Roma, Itàlia (2002).
- "La Divine Comédie, dessins de Miquel Barceló", al Museu del Louvre de París, França (2004).
- "Miquel Barceló. Las formas del mundo" al Kutxaespacio del Arte a Donostia, Espanya (2005).
- "Miquel Barceló", al Museo d'Arte Moderna Città di Lugano, Suïssa (2006).
- "Miquel Barceló. The African work", a l' Irish Museum of Modern Art de Dublín, Irlanda (2008).
- "Miquel Barceló. Obra africana", al Centro de Arte Contemporáneo de Málaga, Espanya (2008).
- "Miquel Barceló", Pabellón español. 53ª Exposición internacional de Arte. Biennal de Venècia, Itàlia (2008).
- "Barceló abans de Barceló: 1973-1982", a la Fundació Pilar i Joan Miró a Mallorca, Espanya (2009).
- “Miquel Barceló. La Solitude organisative. (1983 - 2009)”, al CaixaForum Madrid i Barcelona (2010)[9]
- "Miquel Barceló", Bank Austria Kunstforum Wien, Austria (2012).
- "Terra Ignis", Musée d'Art moderne de Céret, França (2013).
- "Miquel Barceló. Sol y Sombra", a la Bibliothèque nationale de France i al Musée national Picasso-Paris, França (2016).
- "Miquel Barceló. El Arca de Noé" Salamanca, Espanya (2017).
- "Vivarium Barceló", al Real Jardín Botánico de Madrid, Espanya (2018).
- "Miquel Barceló. Il tempo è un fiume che mi trascina, ma io sono il fiume", al Museo Internazionale delle Ceramiche di Faenza, Itàlia (2019).
- "Metamorfosis", al Museo Picasso de Málaga, Espanya (2021).
- "Miquel Barceló", al The National Museum of Art, Osaka, Japó (2021).
- "Miquel Barceló", al Nagasaki Prefectural Art Museum, Japó (2021).
- "Miquel Barceló", al Mie Prefectural Art Museum, Japó (2021).
- "Miquel Barceló", al Tokyo Opera City Art Gallery, Japó (2022).
- "Miquel Barceló. The Human Animal", al Museum Jorn de Silkeborg, Dinamarca (2023).
- "Miquel Barceló. Scarifications", al Musée Barbier-Mueller de Ginebra, Suïssa (2023).
- “Barceló: Ceràmiques. Tots som grecs”. La Pedrera, Barcelona, España (2024)

## Premis i reconeixements
- Premi Nacional d'Arts Plàstiques d'Espanya (1986).
- Premi Nacional d'Arts Visuals (1999).
- Medalla d'Or de la Comunitat Autònoma de les Illes Balears, atorgada pel Govern de les Illes Balears (2000).
- Doctorat Honoris Causa per la Universitat de les Illes Balears (2001).
- Premi Príncep d'Astúries de les Arts (2003).[10]
- Doctorat Honoris Causa per la Universitat Pompeu Fabra de Barcelona (2012)[11]
- Premi Nacional d'Arts Gràfiques (2014)[12]
- Doctorat Honoris Causa per la Universitat de Salamanca (2017).
- Creu de Sant Jordi (2020)